# Castelo de Sobroso
O Castelo de Sobroso localiza-se no concelho de Mondariz, província de Pontevedra, na comunidade autônoma da Galiza, na Espanha.
Em posição dominante sobre o monte Landín, este castelo desempenhou um importante papel nas lutas regionais da Galiza, ao final da Idade Média. Estratégicamente, controlava as comunicações entre o interior, a cidade de Tui e o mar, razão pela qual a sua paróquia se denominou San Martiño da Portela até ao início do século XX: porta de entrada da diocese de Tui. Integrava, junto com o Castelo de Soutomaior, o Castelo de Tebra, a Torre de Fornelos (Crecente), a defesa da Terra de Toroño (Toronium).

## História

### Antecedentes

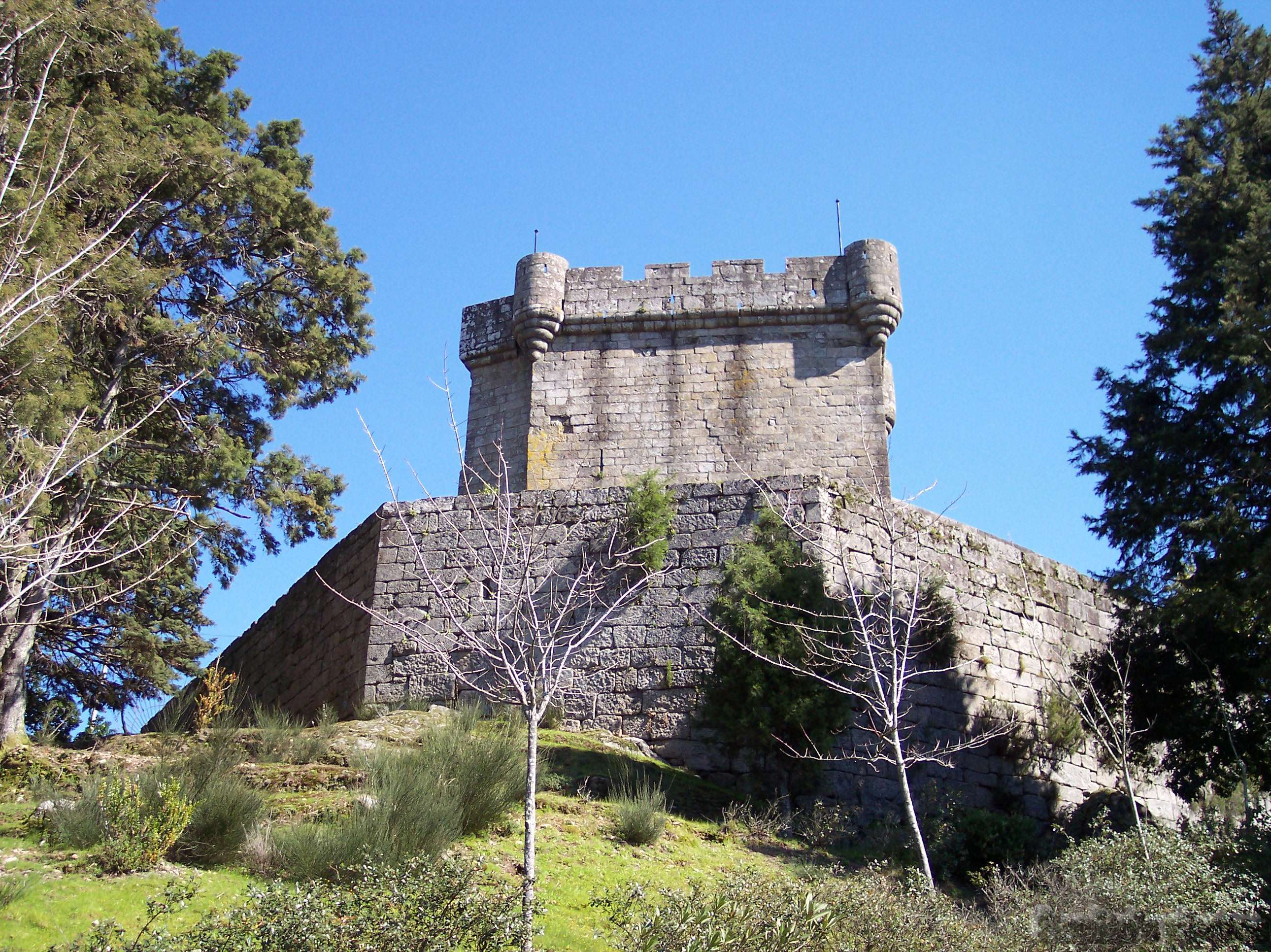
Vista da Torre de Menagem.

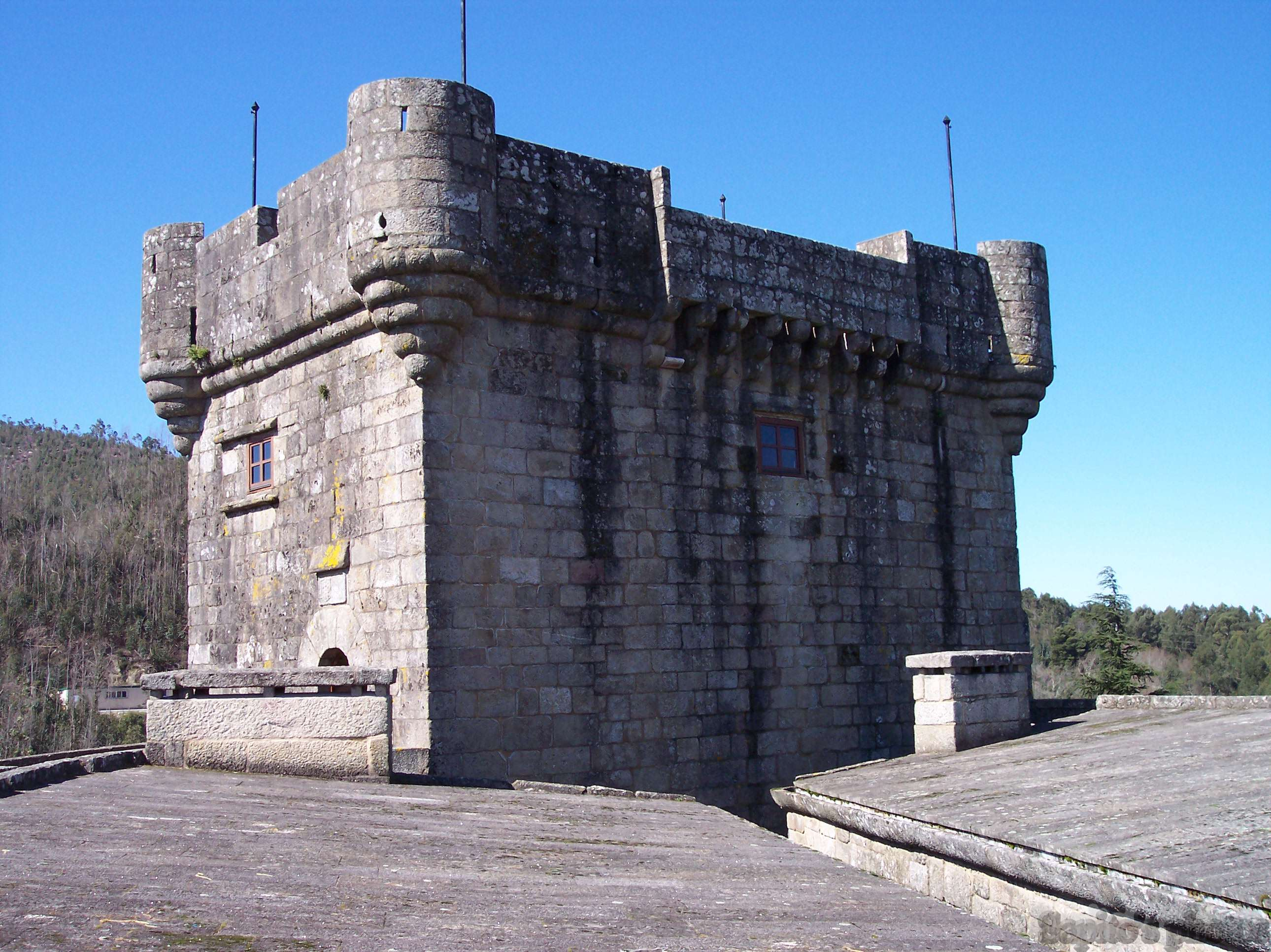
Detalhe da Torre de Menagem.

Acredita-se que a primitiva ocupação humana de seu sítio remonte a um castro pré-histórico.
As origens do castelo, entretanto, remontam à Reconquista cristã da Península Ibérica, sendo o seu nome atribuído à abundante vegetação de sobreiros que caracteriza a região. A notícia mais antiga a seu respeito dá conta de que, no século X, o futuro Bermudo II de Leão (985-999) se refugiou nesta fortificação durante a Batalha da Portela de Arenas (983) (hoje Vilasobroso), quando as suas forças venceram as de Ramiro III de Leão. Por volta de 997 foi conquistado e saqueado pelas forças de Almançor que naquele ano conquistaram Compostela.
No ano de 1095 os Condes da Galiza, Da. Urraca e D. Raimundo de Borgonha, doaram o senhorio de Sobroso ao bispo de Tui, Aderico. De acordo com o manuscrito da História Compostelana, em 1117 a mesma Da. Urraca, após o seu segundo matrimônio com Afonso I de Aragão, encontrava-se neste castelo quando sofreu um cerco que lhe foi imposto pelas forças do Conde D. Pedro e da Infanta D. Teresa de Portugal, partidários do filhos de D. Urraca, Afonso. De acordo com a tradição, a rainha D. Urraca conseguiu fugir para Compostela através de uma passagem subterrânea que ligava o castelo até à ribeira de Tea. Com a morte de sua rainha, os nobres galegos proclamaram, neste castelo, como rei da Galiza, a seu filho Afonso, mais tarde coroado imperador da Hispânia como Afonso VII de Leão e Castela em 1135.
Em 1190 o rei Fernando II de Leão nomeou tenens do castelo a Pedro Muniz. Neste mesmo ano, surge, ligado ao castelo, o nome de uma importante família, os Sobroso ou Soberoso.
No século XIV, em 1368, os domínios do castelo encontram-se em mãos de D. Álvaro Pires de Castro (irmão mais velho de Inês de Castro), membro da poderosa linhagem dos Castro, e representante, na Galiza, de Pedro I de Castela, o Cruel (tendo, após a derrota do monarca, refugiado-se em Portugal e recebendo em troca os condados de Arraiolos e de Viana da Foz do Lima das mãos de Fernando I de Portugal). Após a derrota deste monarca, Henrique II de Trastâmara, concedeu o castelo e seus domínios, em 1379, a seu colaborador Pedro Ruiz Sarmiento, adiantado-mor da Galiza e Senhor de Ribadavia.
De acordo com uma tradição local, neste castelo se celebraram as bodas do rei D. Dinis de Portugal com D. Isabel, filha de Pedro III de Aragão.

### Da Revolta Irmandinha ao século XVIII

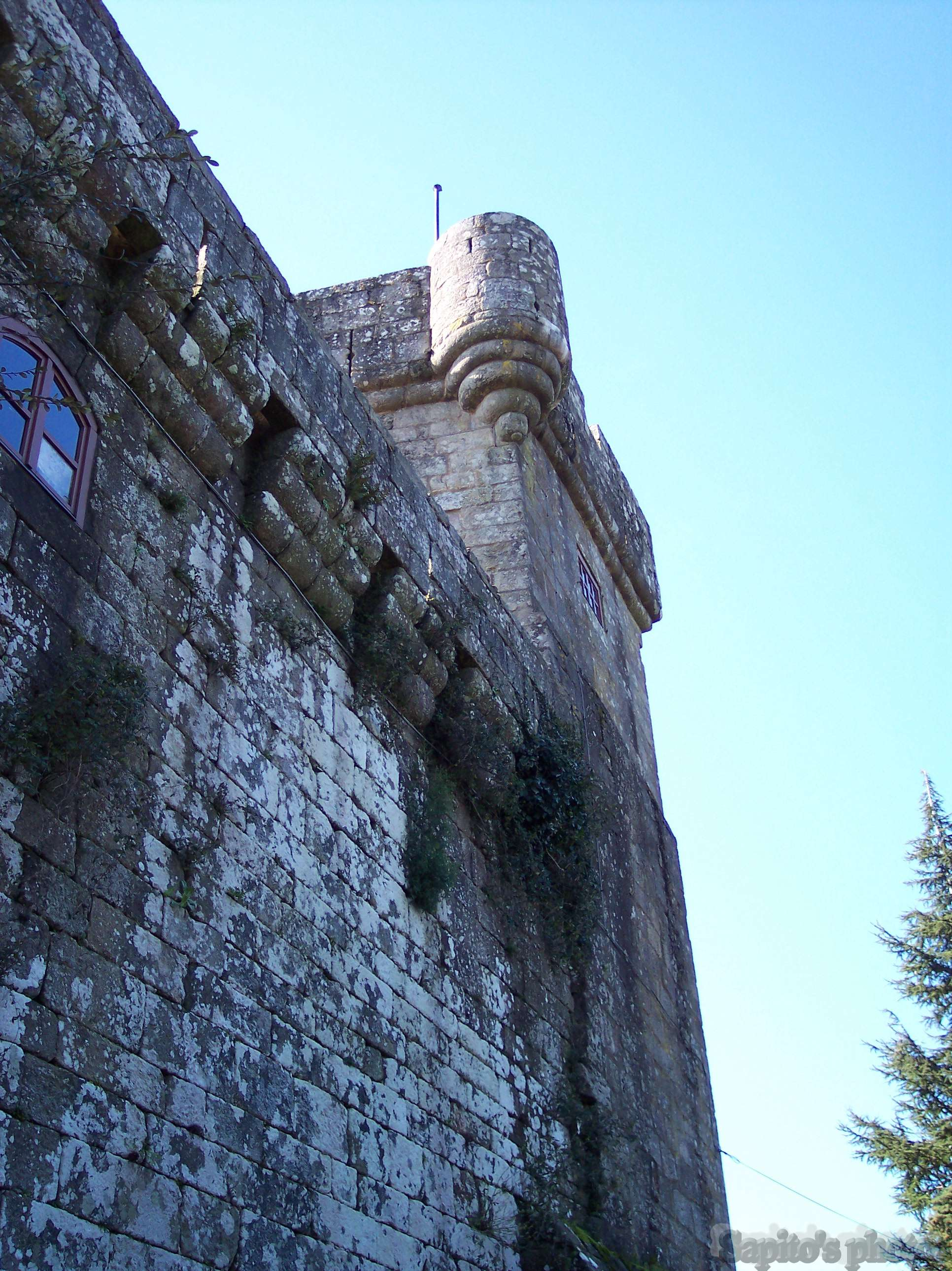
Detalhe de um dos lados da Torre de Menagem.

No século XV o castelo esteve envolvido no enfrentamento entre as famílias Sarmiento e Soutomaior, vindo a ser ocupado por doze anos por Alvaro Paez de Soutomaior até à chamada Grande Revolta Irmandinha (1467-1469), verdadeira guerra civil que destruiu em boa parte o castelo (juntamente com outros cento e trinta na região da Galiza). Alguns anos mais tarde, em meio a uma profunda crise política e social, Pedro Alvarez de Soutomaior, Conde de Caminha, popularmente conhecido à época por Pedro Madruga, conquistou as ruínas do castelo, ordenando a sua reconstrução, quando principiou a adquirir a atual conformação. Entre 1477 e 1478, estando Pedro Madruga prisioneiro em Benavente, o Castelo de Sobroso foi reconquistado pelas forças dos Sarmiento. Livre, Pedro Madruga, sitiou a fortificação com um contingente de 5.000 soldados de infantaria e 1.000 cavaleiros, fazendo erguer uma fortificação nas proximidades, no cimo da Picaraña e tomando como prisioneiro a Diego García Sarmiento, senhor de Sobroso. O castelo, entretanto, conseguiu resistir, e este Diego García Sarmiento conseguiu, em 1497, a vila de Salvaterra de Miño, que era propriedade dos Soutomaior, unindo na mesma casa o condado de Salvaterra e o marquesado de Sobroso. A este senhor credita-se o término das obras de reconstrução do castelo.

Em 1613, o rei Filipe III de Espanha nomeou como conde de Salvaterra a Diego Sarmiento de Soutomaior, Senhor de Sobroso e Mendoza. Finalmente, em 1625, Filipe IV de Espanha outorgou aos Sarmiento o título de Marqueses de Vilasobroso. O castelo manteve-se, dessa forma, até ao século XVIII, cabeça de uma ampla jurisdição. A partir de então, face aos avanços da pirobalística, perdeu o seu papel defensivo, vindo a cair em abandono.

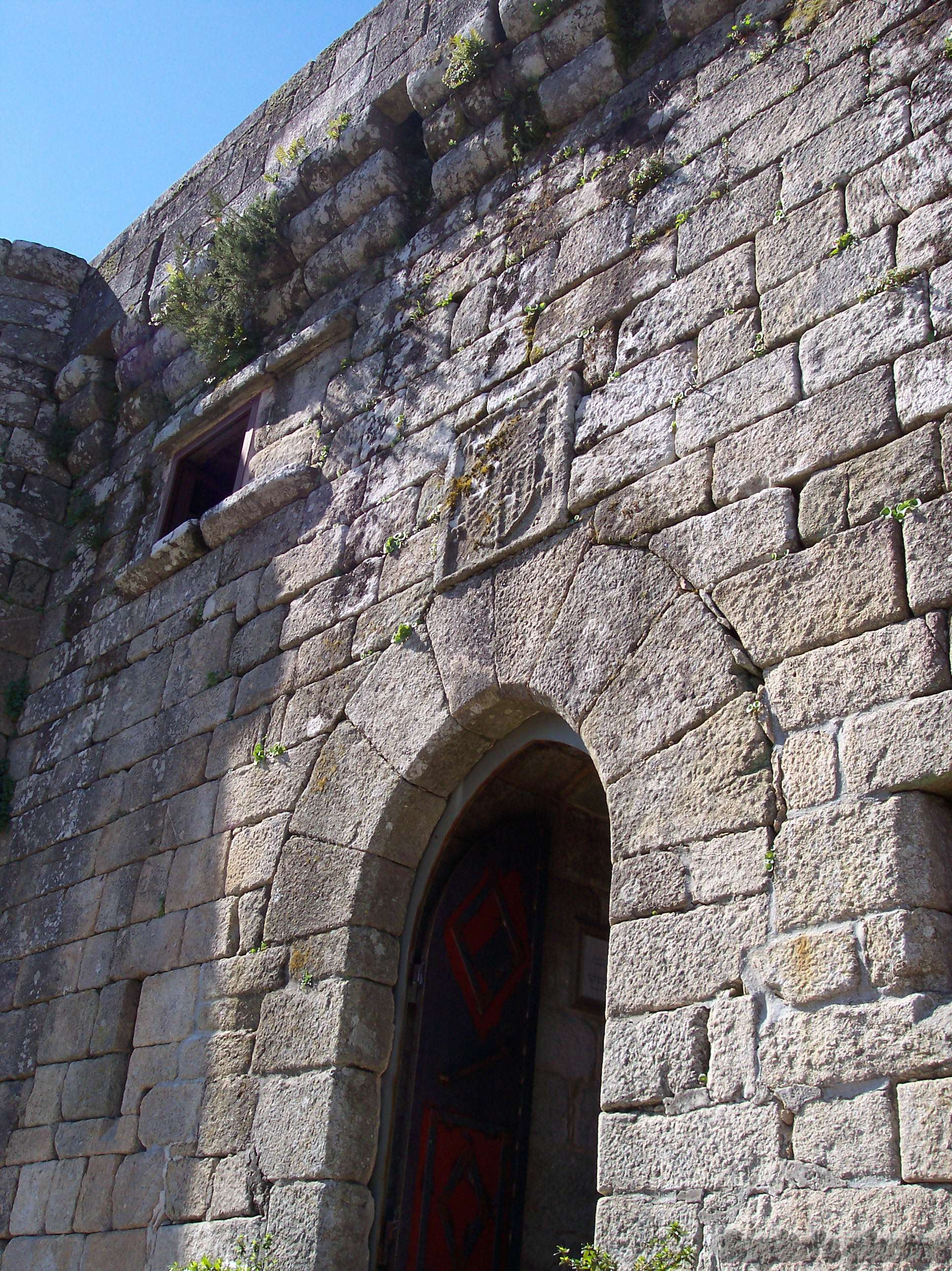
Portão de Armas (detalhe).

### Do século XX aos nossos dias
Em 1923, as suas ruínas foram adquiridas ao conde de Torrecedeira pelo jornalista Alejo Carrera Muñoz, que lhe iniciou os reparos às próprias expensas. Os trabalhos prosseguiram até à sua morte, em 1967.
Encontra-se protegido pela declaração genérica do Decreto de 22 de abril de 1949, e pela Lei 16/1985 acerca do Patrimônio Histórico Espanhol.
Em 1981, o imóvel foi adquirido pela municipalidade de Ponteareas, que lhe promoveu nova e abrangente campanha de restauração, requalificando-o como um museu etnográfico e parque natural. O castelo está aberto de 3ª feira a Domingo, das 10:00 às 13:00 horas e, após a Sesta, das 16:00 às 19:00 horas.

## Características
O castelo, de linhas robustas e austeras, em estilo renascentista, apresenta três corpos principais. Dois, simétricos e separados por um estreito passadiço, sem coberta, são destinados a habitações e salões; o terceiro constitui-se na Torre de Menagem. O conjunto é envolvido por uma muralha ameada, reforçada por cubelos circulares, rasgada pelo portão principal no setor Sul. Neste lado, acedida por uma rampa abobadada a partir do Portão, abre-se uma ampla praça de armas, onde, a Norte, se ergue uma capela, de planta retangular, em estilo românico.

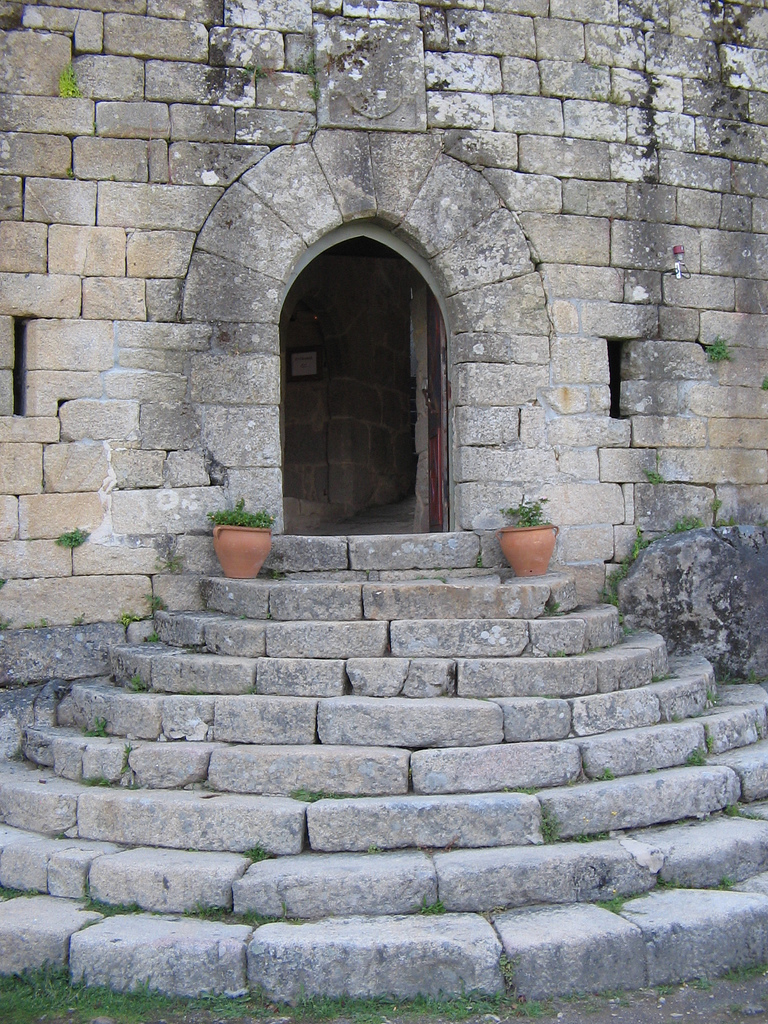
Portão de Armas e escada de acesso.

A muralha exterior apresenta planta ovalada no setor Norte, acompanhando o primitivo traçado medieval. Nos demais troços, entretanto, adota o formato poligonal, correspondendo ao traçado de sua reconstrução no século XV.
A Torre de Menagem, com treze metros de altura, ergue-se a Oeste, defendendo o único flanco onde o castelo é dominado por maiores alturas. Apresenta planta retangular, com muros de cerca de um metro e meio de espessura, coroados por ameias e guaritas cilíndricas nos vértices.
O corpo residencial apresenta planta no formato poligonal irregular, dividido internamente em dois pavimentos. No pavimento inferior rasgam-se troneiras para a defesa, localizando-se o Corpo da Guarda. No pavimento intermediário destaca-se o Salão Nobre, com janelas abrindo-se para o Oeste, e a área residencial. O topo de seus muros é percorrido por um adarve.
O Portão de Armas é encimado pelas armas dos Sarmiento, senhores tradicionais do castelo, e dos Valladares, aparentados com eles.